# Egiertowo
Egiertowo (kaszub. Egertowò, niem. Eggertshütte) – wieś kaszubska w Polsce na wschodnich obrzeżach Kaszubskiego Parku Krajobrazowego, położona w województwie pomorskim, w powiecie kartuskim, w gminie Somonino, na skrzyżowaniu drogi krajowej nr 20 Stargard – Szczecinek – Gdynia z drogą wojewódzka nr 224 Wejherowo – Tczew. 
Wieś jest placówką Ochotniczej Straży Pożarnej. Funkcjonuje tu szkoła podstawowa, do której uczęszczają dzieci z miejscowości: Kaplica, Starkowa Huta, Piotrowo, Połęczyno, Kamela, Egiertowo, Hopowo.

## Historia
Historia wsi sięga 1310 r. Wówczas wybudowano chaty węglarzy, smolarzy i szklarzy. Od 1664 r. Egiertowo należało do starostwa Starogard. Nazwa wsi pochodzi od nazwiska jednego z osadników – Eggert. W 1727 r. występuje już jako wieś i mieszka tu 50 osób. W 1789 r. notowana jako wieś królewska. W 1867 r. mieszkało tu 189 osób, w tym 4 rodziny polskie. W 1905 r. miejscowość miała 445 ha ziemi użytkowej i 269 mieszkańców. W 1880 r. wybudowano szkołę, a od kwietnia 1929 r. wprowadzono nauczanie języka polskiego.
W 1889 roku odkryto kurhan kamienny datowany na okres wczesnego średniowiecza, a w okresie międzywojennym odkryto groby skrzynkowe datowane na wczesną epokę żelaza. Ochotniczą Straż Pożarną założyli w 1966 r. Józef Szadach i Bolesław Socha. Obecnie następuje duży rozwój oraz  rozbudowa Egiertowa; przybywa nowych mieszkańców. 
W latach 1954–1961 wieś należała i była siedzibą władz gromady Egiertowo, po jej zniesieniu w gromadzie Goręczyno. W latach 1975–1998 miejscowość administracyjnie należała do województwa gdańskiego.